# Lillsjön (Tiveds socken, Västergötland, 651725-143356)
Lillsjön är en sjö i Laxå kommun i Västergötland och ingår i Motala ströms huvudavrinningsområde. Sjöns area är 0,005 kvadratkilometer och den befinner sig 169 meter över havet.